# Carlota (postre)

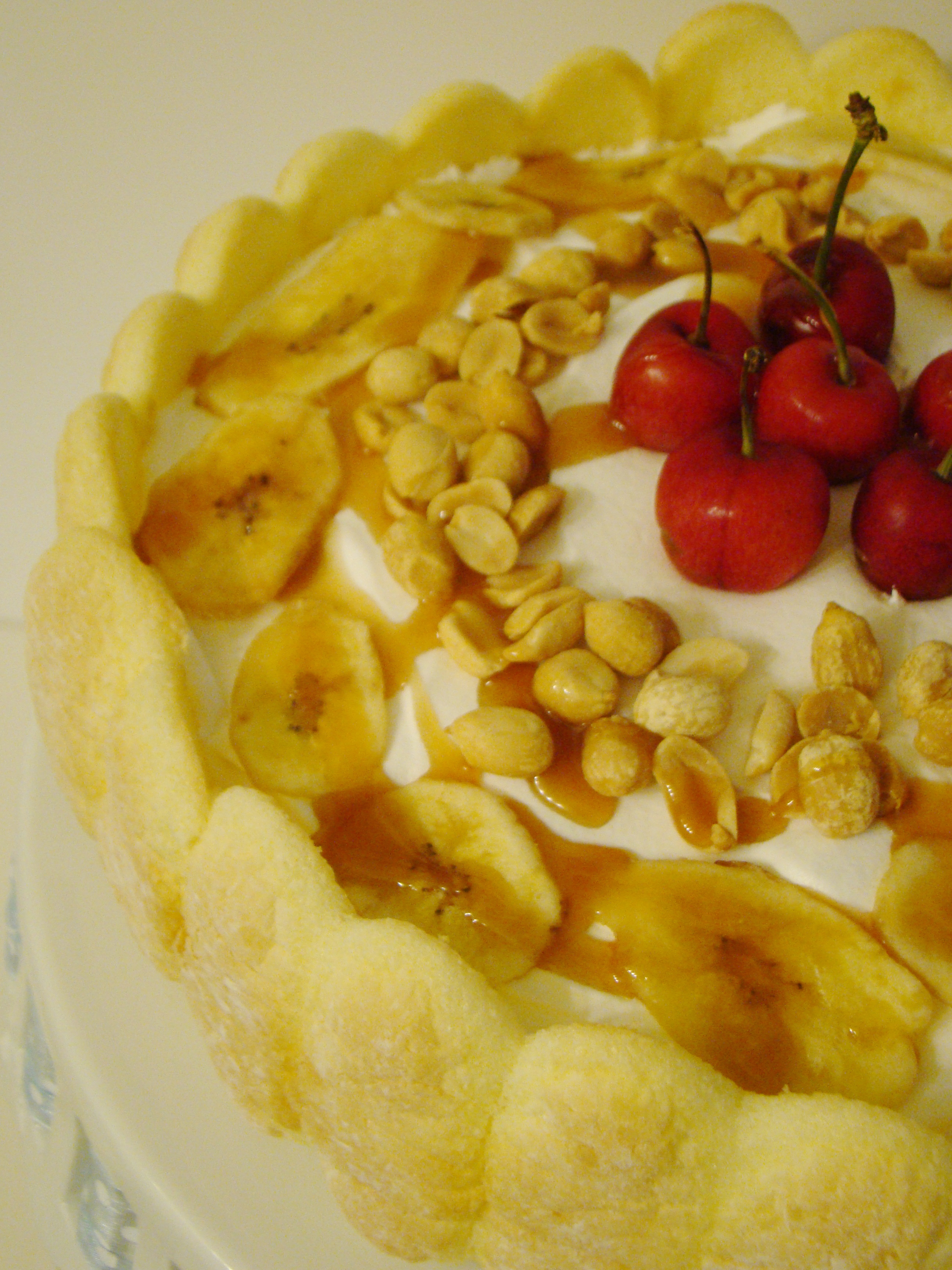
Carlota clásica o carlota rusa (charlotte russe) rellena de plátano, con sus característicos bordes de bizcocho de soletilla o boudoirs.

La carlota (del francés: charlotte) es una tarta de origen francés que se caracteriza por ser elaborada con una base de bizcochos de soletilla, que no requiere de horneado y se sirve frío. Se elabora forrando las paredes y la base de un molde alto con bizcochos de soletilla, láminas de bizcocho o genovesas. El postre puede elaborarse con rellenos variados como cremas, helados, mermeladas, compota de frutas o jaleas.

## Historia
El origen de la carlota es debatido, remontando su posible origen en la segunda mitad del siglo XVIII en el Reino Unido. Inicialmente como un postre popular entre cortesanos similar a una tarta o un trifle inglés que se preparaba en un molde tapizado con pan recubierto de mantequilla o trozos de pan brioche, con un relleno de compota de fruta cocida (usualmente manzanas, peras o ciruelas). En sus orígenes el postre era una tarta que requería de horneado prolongado, pero la receta fue alterada a principios del siglo XIX para convertirse en un postre que se sirve frío, popular entre las clases altas que podían costear el transporte de hielo cortado. Se desconoce el origen exacto del nombre de la receta, pero se dice que puede tomar su nombre de la reina Carlota de Mecklemburgo-Strelitz, esposa del rey Jorge III del Reino Unido. Otra de las teorías establece el postre como una creación del chef francés Marie-Antoine Carême (1784-1833), quien, además de adaptar la receta inglesa convirtiéndola en un postre frío elaborado con bizcochos de soletilla y crema bávara, renombró el postre como carlota a la parisina (charlotte à la parisienne) o carlota parisina (charlotte parisienne) tomando el nombre de la princesa Carlota Augusta de Gales, hija única del rey Jorge IV del Reino Unido, para quien trabajó a inicios del siglo XIX. Carême renombra años más tarde a la receta como carlota a la rusa (charlotte à la russe) o carlota rusa (charlotte russe) cuando estaba al servicio del zar Alejandro I de Rusia, estableciendo la posibilidad de que el postre también fuese nombrado en honor a la zarina Carlota de Prusia, esposa del zar Nicolás I de Rusia.

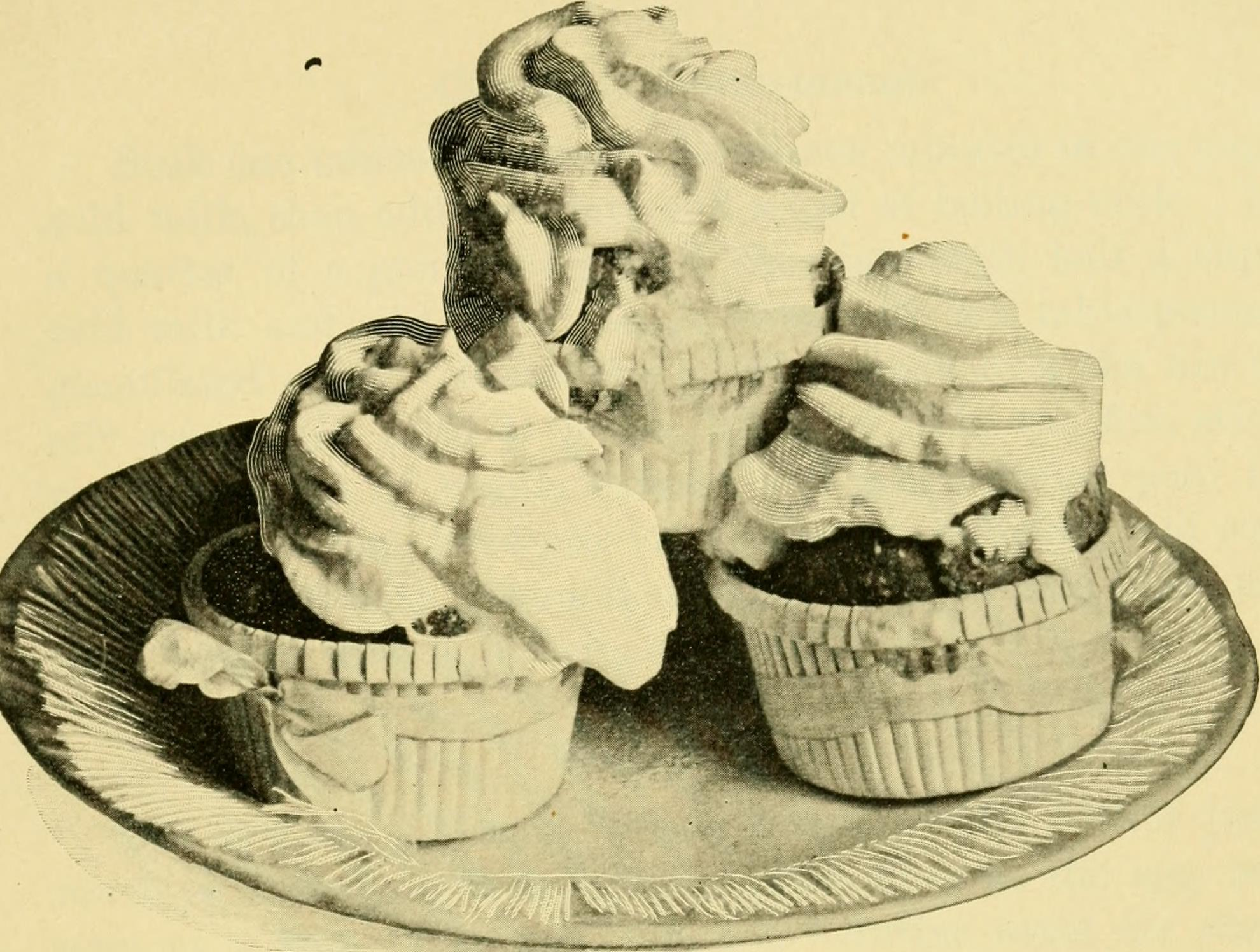
Charlotte russe de Mrs. Seely's Cook Book (1902) a base de tejas de bizcocho y glaseado.

El postre continúa siendo conocido con el nombre de charlotte russe dentro de la cocina francesa y la cocina inglesa, especialmente para referirse al postre frío elaborado por Carême a base de bizcochos de soletilla y crema bávara, sin embargo, distintos postres fríos en diferentes regiones son ahora conocidos como charlotte o carlota (adaptación al español del nombre Charlotte). El postre era especialmente popular entre las clases altas por ser un postre que requería de hielo para su preparación; la carlota era elaborada colocando los moldes con todos los ingredientes en baldes tapizados de hielo, requiriendo que ésta se sirviera inmediatamente para evitar que se derritiera. El hielo transportado desde regiones frías era un lujo de las clases altas de la sociedad europea y americana del siglo XIX, pues aún no existían refrigeradores eléctricos en la época. Con la llegada del siglo XX llegan los primeros refrigeradores o cajas de hielo (icebox), muebles de uso doméstico que consistían en un armario metálico con un compartimiento para almacenar hielo que facilitaban el almacenamiento de comida, lo cual llevó a la reinterpretación de la receta de la carlota a lo que es conocido en el habla inglesa como icebox cake. Durante las primeras décadas del siglo XX las compañías de galletas como Nabisco colocaban recetas en el reverso de los paquetes de sus productos, popularizando así la receta del icebox cake que adaptaba la receta de la carlota rusa con ingredientes fácilmente accesibles y con una menor complejidad en la preparación para las amas de casa de la época, además de adaptar la receta para incorporar el uso de las galletas de la marca. Una reinterpretación americana de la receta conocida también como charlotte russe fue un postre muy popular durante la primera mitad del siglo XX en Estados Unidos. Era un postre frío que se vendía en tiendas de dulces y loncherías y consistía en un vaso de papel o molde de cerámica con tejas de bizcocho (sponge cake) y crema batida o glaseado decorado con guinda al marrasquino, frutos secos y siropes.

## Características

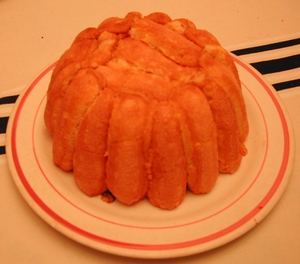
Carlota rusa con paredes de bizcochos de soletilla.

La principal característica de una carlota es que se sirve fría y que no requiere de horneado, además del empleado para la preparación de los bizcochos genovesa o pan que la componen. La base o los bordes se forran de bizcocho como los bizcochos de soletilla, tejas de bizcocho, láminas de genovesa, o tejas de pan de mantequilla. Se requiere de la utilización de un molde de bordes altos donde se ordenan los bizcochos a la vertical en los bordes y tumbados en la base del molde de forma que puedan contener el relleno. Pueden utilizarse distintos rellenos alternados en capas con otros rellenos o con más capas de bizcocho. El postre puede elaborarse con cremas, crema batida, cremas de licor, mousse, helados, mermeladas, compota de frutas o jaleas, las cuales se enfrían a fin de mantener la estabilidad del postre. La carlota se sirve fría y se puede decorar con frutas, ralladuras, frutos secos, chocolate o frutos cristalizados.

## Variantes

### Charlotte russeocharlotte parisienne

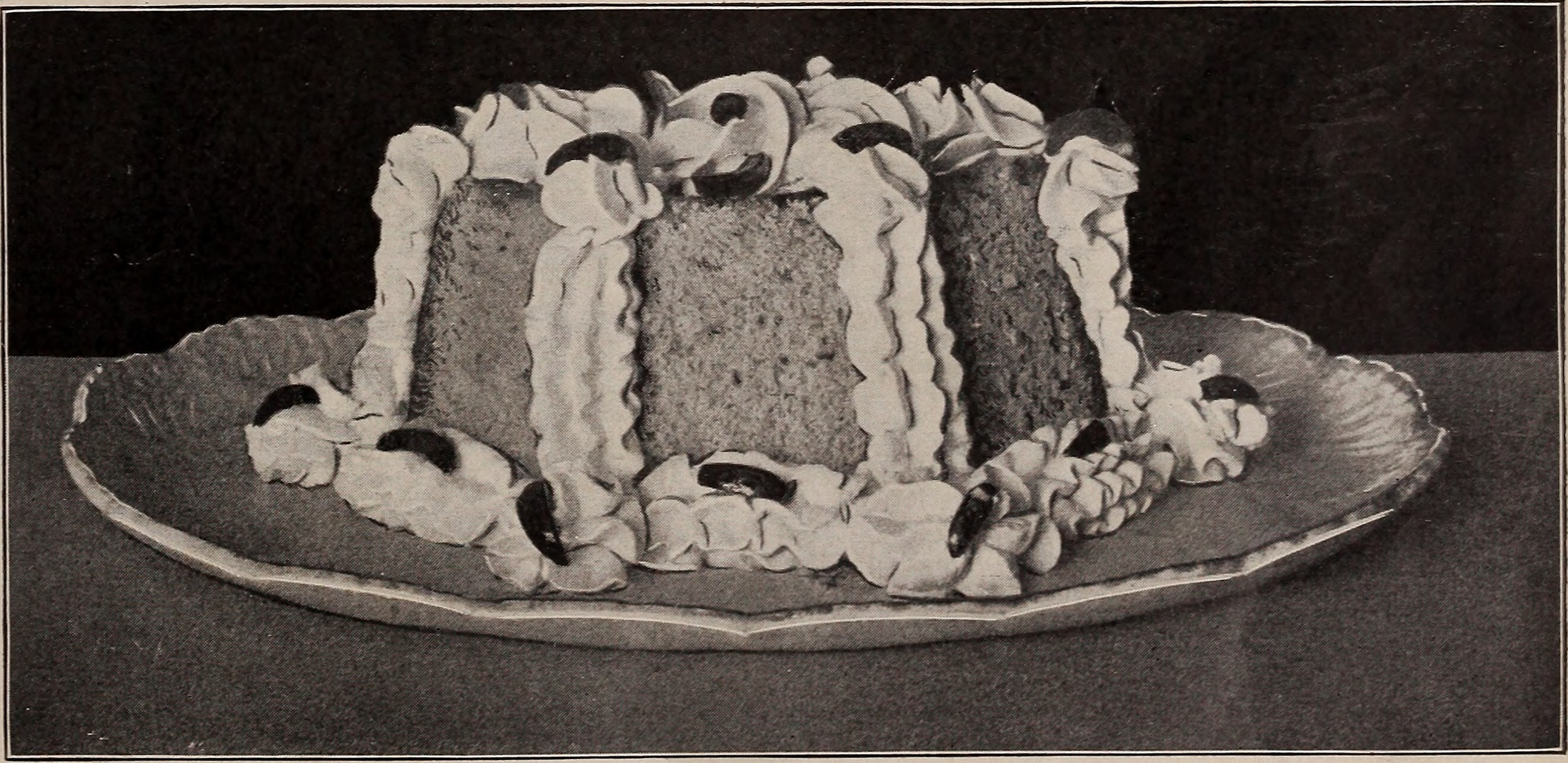
Charlotte russe americana con paredes de sponge cake y relleno de crema batida, revista de la Boston Cooking School (1908).

Creación y nombre atribuidos al chef francés Marie-Antoine Carême para la receta original del postre que consistía en una formación ordenada de bizcochos de soletilla (bizcochos delgados y alargados de pan), usualmente bañados en licor que recubrían la base y paredes de un molde alto y que contenían el relleno de crema bávara (crema inglesa espesada con gelatina y crema chantilly), la cual requiere de refrigeración para obtener una consistencia firme. La receta de la carlota rusa se caracteriza principalmente por la utilización de dichos bizcochos y puede tener variedad de rellenos, generalmente a base de cremas o frutas. En la cocina francesa e inglesa se le sigue llamando charlotte russe a dicho postre. En la cocina americana también es conocida como charlotte russe, pero tiene distintas interpretaciones que pueden apegarse o alejarse de la receta original; fue un postre popular en las primeras década del siglo XX que generalmente utilizaba galletas ladyfingers (nombre en inglés para los bizcochos de soletilla por su forma de dedo) o bizcocho esponja cubiertas de crema batida o glaseado y decoradas con guinda al marrasquino.
En el siglo XX aparecen los primeros refrigeradores o neveras, llamados en los Estados Unidos cajas de hielo, muebles de uso doméstico similares a un armario que tenían un compartimiento para almacenar hielo, lo cual llevó a la simplificación de la receta de la carlota rusa conocida en el habla inglesa como icebox cake, pero que dentro del habla hispana conserva el nombre de «carlota» menos en Venezuela que se les denominan marquesa. Durante las primeras décadas del siglo XX las compañías de alimentos como Nabisco o Kraft colocaban recetas en el reverso de los paquetes de sus galletas, budines y gelatinas, popularizando así la receta del icebox cake que adaptaba la receta de la carlota rusa con ingredientes fácilmente accesibles y con una menor complejidad en la preparación (no bake cake) para las amas de casa de la época, además de adaptar la receta para incorporar el uso de los productos de la marca, usualmente promocionando el uso de galletas wafers o galletas Graham, galletas planas que podían ser fácilmente acomodadas en capas. El icebox cake como variante de la carlota también requiere ser refrigerada para su preparación la cual se elabora con capas alternadas de galletas planas (galletas wafer, galletas Marías o galletas Graham) y capas de pudding (usualmente de chocolate o vainilla), rebanadas de plátano o manzana, crema de avellana o crema de limón a base de leche evaporada y leche condensada, decorada con galletas enteras, jarabes y ralladuras.[cita requerida]